# Attache-moi
Pour le film de Pedro Almodóvar, voir Attache-moi !.
Albums de Grégory Turpin
Testament
Attache-moi est le deuxième  album solo du chanteur  Grégory Turpin. Dans cet album, la chanson "Dandy", jette un regard ironique sur son parcours. Un clip est tourné au château de Groussay chez le producteur Jean-Louis Remilleux en janvier 2010. 
Grégory Turpin chante un texte de Saint Jean de la Croix et interprète la célèbre chanson "Quand on n'a que l'amour" de Jacques Brel.

## Titres
| Titre                    | Durée | Auteur(s)                                           | Compositeur(s) |
| ------------------------ | ----- | --------------------------------------------------- | -------------- |
| Attache-moi              | 3:44  | Benoît Saunier                                      | Benoît Saunier |
| Flamme d'Amour           | 3:16  | Saint Jean de la Croix                              | Grégory Turpin |
| Dandy                    | 3:48  | Grégory Turpin / Pierre Chausse / Marianne Provoost | Grégory Turpin |
| Corps voilé              | 4:04  | Grégory Turpin                                      | Grégory Turpin |
| Bénis le Seigneur        | 3:37  | Psaume 102                                          | Grégory Turpin |
| Un instant au moins      | 3:06  | Grégory Turpin / Jean-Guilhem Saunier               | Grégory Turpin |
| Que feras-tu de nous     | 3:46  | Grégory Turpin                                      | Grégory Turpin |
| Psychanalyse             | 4:01  | Simone Piguet (Sœur Marie du Saint Esprit)          | Grégory Turpin |
| Murmures de lamentation  | 3:29  | Eric Belot                                          | Grégory Turpin |
| Au seul être             | 3:00  | Alain de La Morandais                               | Grégory Turpin |
| Désespérance             | 3:21  | Pierre Chausse                                      | Grégory Turpin |
| Renoncements             | 5:08  | Alain de La Morandais                               | Grégory Turpin |
| Quand on n'a que l'amour | 3:18  | Jacques Brel                                        | Jacques Brel   |

## Singles
- Attache-Moi - 2009
- Dandy - 2010